# بخش ویسنته لوپز
بخش ویسنته لوپز (به اسپانیایی: Partido de Vicente López) یک منطقهٔ مسکونی در آرژانتین است که در استان بوئنوس آیرس واقع شده‌است. بخش ویسنته لوپز ۳۴ کیلومتر مربع مساحت و ۲۷۰٬۹۲۹ نفر جمعیت دارد.

## خواهرخوانده
شهر سنتو، فرارا خواهرخواندهٔ بخش ویسنته لوپز هست.